# ديلسون فيريرا
ديلسون فيريرا (بالبرتغالية: Delson Ferreira‏) (26 يوليو 1980 بأوبيرابا في البرازيل - ) هو لاعب كرة قدم برازيلي في مركز الوسط. لعب مع نادي ريو أفي ونافال وسالجويروس ‏ ونادي أوبيرابا الرياضي وركريتيفو أتلتيكو كاتالانو ‏ ونادي لاريسا وGrêmio Esportivo Anápolis ‏ وGrêmio Esportivo Inhumense ‏ ونادي أولهانينسي وNacional Futebol Clube (MG) ‏ وVitória FC (Riboque) ‏.

## روابط خارجية
- ديلسون فيريرا على موقع قاعدة بيانات كرة القدم.إي يو (الإنجليزية)
- ديلسون فيريرا على موقع Soccerway.com (الإنجليزية)